# Akram Aylisli
Akram Aylisli (en azerí: Əkrəm Nəcəf oğlu Naibov (Əylisli), 6 de diciembre de 1937) es un escritor y político azerí. 

## Biografía
En 2005 fue elegido como representante de su región en el parlamento. En diciembre de 2012 publicó la novela Sueños de piedra, en la cual figuran los pogromos antiarmenios de 1989/90 en Bakú y el genocidio cometido por el ejército turco en 1918 contra los armenios de su pueblo natal. Aunque ya había escrito el libro en 2006, Aylisli no se había decidido a publicarlo hasta que Ramil Safarov, un militar azerí que había decapitado con un hacha a un militar armenio en Hungría, obtuvo una bienvenida de héroe nacional en Bakú en 2012.
De inmediato el autor se convirtió en enemigo de la nación. El presidente İlham Əliyev le privó de su título de «autor nacional» así como de su pensión. El ministerio de educación ordenó borrar la mención de sus obras de los libros escolares y prohibió la representación de sus obras de teatro. Su mujer y su hijo perdieron el trabajo. En manifestaciones se quemaron sus libros.
El partido Müasir Müsavat (Igualdad moderna) declaró que daría un premio de 10 000 manat (alrededor de 12 000 US$) a la persona que cortase las orejas del autor.
Sus cuentos y novelas han sido traducidos a 30 idiomas. 